# Сербеллони, Джованни Антонио
Джованни Антонио Сербеллони (итал. Giovanni Antonio Serbelloni; 1519, Милан, Миланское герцогство — 18 марта 1591, Рим, Папская область) — итальянский куриальный кардинал. Епископ Фолиньо с 7 мая 1557 по 13 марта 1560. Камерленго Священной Коллегии Кардиналов с 6 января 1549 по 19 января 1550. Епископ Новары с 12 сентября 1552 по 13 марта 1560. Епископ Новары с 13 марта 1560 по 26 апреля 1574. Вице-декан Священной Коллегии Кардиналов с 11 декабря 1587 по 2 марта 1589. Декан Священной Коллегии Кардиналов с 2 марта 1589 по 18 марта 1591. Кардинал-священник с 31 января 1560, с титулом церкви Сан-Джорджо-ин-Велабро с 14 февраля 1560 по 15 мая 1565. Кардинал-священник с титулом церкви Санта-Мария-дельи-Анджели-э-деи-Мартири с 15 мая 1565 по 12 апреля 1570. Кардинал-священник с титулом церкви Сан-Пьетро-ин-Винколи с 12 апреля по 9 июня 1570. Кардинал-священник с титулом церкви Сан-Клементе с 9 июня по 3 июля 1570. Кардинал-священник с титулом церкви Сант-Анджело-ин-Пескерия с 3 июля 1570 по 31 июля 1577. Кардинал-священник с титулом церкви Санта-Мария-ин-Трастевере с 31 июля 1577 по 9 июля 1578. Кардинал-епископ Сабины с 9 июля по 5 октября 1578. Кардинал-епископ Палестрины с 5 октября 1578 по 4 марта 1583. Кардинал-епископ Фраскати с 4 марта 1583 по 11 декабря 1587. Кардинал-епископ Порто и Санта Руфина с 11 декабря 1587 по 2 марта 1589. Кардинал-епископ Остии с 2 марта 1589 по 18 марта 1591.